# 朱环
朱环，河北省秦皇岛市人，毕业于中国传媒大学，是中国中央电视台主持人。

## 生平
朱环出生于河北省秦皇岛市。1996年，朱环从中国传媒大学毕业，被分配到中国中央电视台经济频道担任主持人。1998年，朱环担任《市场信息》节目主持人。现主持《赛车时代》、《F1》节目。

## 主持節目
- 《赛车时代》
- 《F1》